# Sexuell och reproduktiv hälsa och rättigheter
SRHR (Sexuell och reproduktiv hälsa och rättigheter, engelska: Sexual and Reproductive Health and Rights) är ett område inom arbetet med mänskliga rättigheter. Området består av fyra underavdelningar: sexuell hälsa, sexuella rättigheter, reproduktiv hälsa och reproduktiva rättigheter. Dessa fyra underavdelningar är tätt sammanvävda med varandra och är i många sammanhang helt eller delvis omöjliga att separera från varandra. 
De fyra aspekterna av SRHR är i vissa kontexter mer eller mindre separata, och berör varandra främst indirekt. En översiktlig avgränsning innebär:
- Sexuell hälsa handlar bland annat om att bekämpa sexuellt överförbara sjukdomar, men även andra frågor som berör sexualitet och folkhälsa.
- Sexuella rättigheter fokuserar på varje människas rätt att få bestämma över sin egen sexualitet. Världsorganisationen för sexuell hälsa (WAS) definierade på sin världskongress en Deklaration om sexuella rättigheter[2]. Denna deklaration kom senare att influera Yogyakartaprinciperna, särskilt när det gäller varje människas rätt till integritet.
- Reproduktiv hälsa handlar i första hand om säkerhet vid graviditet, förlossningar och abort, men även om kunskap om och tillgång till preventivmedel. [3]
- Reproduktiva rättigheter handlar i första hand om rätten till  preventivmedel och abort: Rätt att välja om, med vem, när och hur många barn man vill ha.[4]

Rätten att bestämma över sin egen sexualitet och reproduktion är grundläggande för alla människor och för arbete för mänskliga rättigheter och mot diskriminering. Sexuell och reproduktiv hälsa och därtill hörande rättigheter omfattar varje människas lika möjligheter, rättigheter och förutsättningar att utan tvång, våld eller diskriminering kunna bestämma över sin egen kropp och ha ett säkert och tillfredsställande sexualliv. 
Sexuella och reproduktiva rättigheter påverkas av kulturella och sociala normer, socio-ekonomiska faktorer och lagar och förodningar. Det socio-strukturella klimatet kan i sin tur påverka tillgången till adekvat vård inom det sexuella och reproduktiva området. Brist på kunskap, diskriminering och förtryck begränsar människors sexuella och reproduktiva hälsa och rättigheter. 
FN-konferensen om befolkning och utveckling i Kairo 1994 satte SRHR på agendan i 179 länder. FN:s kvinnokonferens i Peking 1995 antog ett handlingsprogram som slår fast att kvinnors sexuella och reproduktiva hälsa och rättigheter är en förutsättning för att de aktivt ska kunna delta i samhällets alla delar.
SRHR är ett centralt verksamhetsområde för International Planned Parenthood Federation (IPPF) och World Association for Sexual Health (WAS) - som tidigare hette World Association for Sexology, liksom för deras lokala grenar som till exempel RFSU respektive Svensk förening för sexologi i Sverige. SRHR är även ett viktigt område för organisationer som  International Lesbian and Gay Alliance (ILGA) och dess lokala grenar som svenska RFSL. Till svenska myndigheter som arbetar med SRHR-frågor hör bland andra LAFA och Socialstyrelsen. 
I Sverige finns en nationell strategi och en nationell handlingsplan för SRHR, publicerade av Folkhälsomyndigheten 2020 respektive 2023.
SRHR är även en av de centrala komponentena i Sveriges biståndspolitik. Sveriges stöd till SRHR tredubblades under början av 2000-talet, från 836 miljoner kronor 2002 till 2,5 miljarder 2012. 